# Jean-Baptiste Treilhard

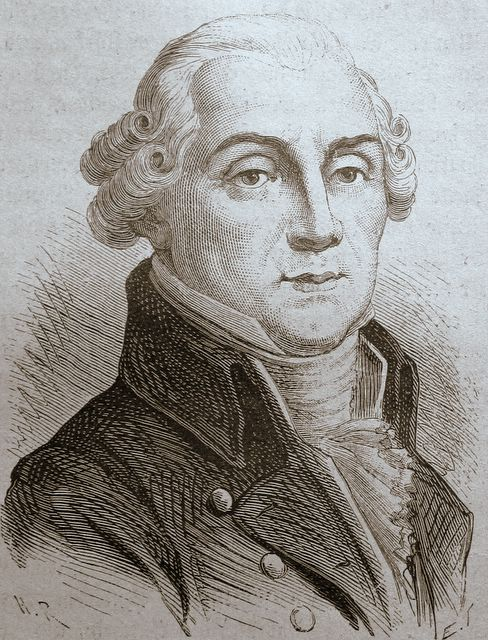
Jean-Baptiste Treilhard

Jean-Baptiste Treilhard (* 3. Januar 1742 in Brive-la-Gaillarde, Département Corrèze; † 1. Dezember 1810 in Paris) war ein Politiker während der Französischen Revolution und von 1798 bis 1799 Mitglied des Direktoriums.

## Leben
Jean-Baptiste Treilhard wurde als Sohn eines Advokaten geboren. Er ergriff den Beruf seines Vaters, fand 1761 eine Anstellung am Parlement von Paris und übernahm einige Jahre später das Amt eines Generalinspektors der Krongüter.
Im Frühjahr 1789 wurde der hervorragende Jurist Treilhard vom Dritten Stand der Stadt Paris zum Abgeordneten der Generalstände gewählt. Er gehörte dem Verfassungs- und Kirchenausschuss der Konstituante an und stimmte dort für das Einkammersystem sowie für das Vetorecht des Königs „mit aufschiebender Wirkung für zwei Legislaturperioden“. Dieses Vetorecht wurde am 11. September 1789 mit 575 gegen 325 Stimmen von den Abgeordneten der Konstituante bestätigt.
Im Herbst 1789 forderte Treilhard die Einbeziehung der Kirchengüter. Er erwirkte den Beschluss der Konstituante vom 13. Februar 1790, religiöse Orden und Kongregationen aufzuheben und zu enteignen. Gemeinsam mit Armand-Gaston Camus und Henri-Baptiste Grégoire erarbeitete er die Zivilverfassung des Klerus, die am 12. Juli 1790 von der Mehrheit der Abgeordneten beschlossen und am 26. Juli 1790 von Ludwig XVI. zum Gesetz erhoben wurde. Treilhard, der in diesen Tagen zu einem bedeutenden Politiker aufstieg, übernahm vom 20. bis 31. Juli 1790 das Amt des Präsidenten der Konstituante.
Papst Pius VI. weigerte sich, die Zivilverfassung des Klerus kanonisch zu sanktionieren. Dies führte zu heftigen öffentlichen Diskussionen. Ein weiterer Beschluss, der in seinen wesentlichen Teilen von Treilhard verfasst und am 27. November 1790 von der Konstituante angenommen wurde, verschärfte den Konflikt mit der katholischen Kirche. Mit sofortiger Wirkung mussten alle Geistlichen, die ein öffentliches Amt bekleideten, einen Treueid auf Staat, Verfassung, König und Gesetz leisten und die Zivilverfassung des Klerus anerkennen. Zwei Drittel der geistlichen Abgeordneten verweigerten diese Eidesleistungen und wurden deswegen ihrer Ämter enthoben. Daraufhin verurteilte der Papst in seinen Breven vom 10. März und 13. April 1791 die Konstituante und die Zivilverfassung. Wenig später spaltete sich die französische Geistlichkeit in einen romtreuen und in einen konstitutionellen Klerus.
Nachdem die Konstituante am 30. September 1791 aufgelöst wurde, stand Jean-Baptiste Treilhard dem Kriminalgericht von Paris vor. Im September 1792 wählte ihn das Département Seine-et-Oise in den Nationalkonvent. Er amtierte vom 27. Dezember 1792 bis 10. Januar 1793 als Präsident des Nationalkonvents und stimmte am 17. Januar 1793 für den Tod Ludwigs XVI. Danach eilte er als „Repräsentant in Mission“ nach Belgien. Als Anhänger der politischen „Ebene“ wurde Treilhard am 6. April 1793 in den Wohlfahrtsausschuss aufgenommen, aus dem er aber schon am 13. Juni 1793 ausschied. Er begab sich danach in die Départements Dordogne und Gironde, um die ausgebrochenen Unruhen der entmachteten Girondisten zu unterdrücken. Doch schon am 20. Juli 1793 musste Treilhard seine Machtbefugnisse an Jean Lambert Tallien abtreten. Er kehrte nach Paris zurück und blieb bis zum Umsturz vom 9. Thermidor II (27. Juli 1794) politisch im Hintergrund.
Jean-Baptiste Treilhard wurde im Oktober 1795 vom Nationalkonvent in den Rat der Fünfhundert übernommen, fungierte dort vom 22. Dezember 1795 bis 20. Januar 1796 als Präsident und vertrat 1797/98 Frankreich auf dem Rastatter Kongress. Er wurde am 15. Mai 1798 an Stelle von Nicolas-Louis François de Neufchâteau in das Direktorium gewählt. Jedoch infolge des Staatsstreiches vom 30. Prairial VII (18. Juni 1799) wurde seine Wahl aufgrund formaler Gründe für ungültig erklärt. Daraufhin musste Treilhard, der sowohl zu den Gegnern der Royalisten, aber vor allem zu den Feinden der Neojakobiner zählte und damit über die Jahre ein Maraisard geblieben war, seinen Platz im Direktorium Louis Jérôme Gohier überlassen.
Seit 1802 amtierte Jean-Baptiste Treilhard als Vorsteher des Appellationsgerichtes des Départements Seine. Napoleon I. ernannte ihn zum Staatsrat und Mitglied der Ehrenlegion und erhob ihn 1808 in den Grafenstand. Treilhard hatte maßgeblichen Anteil an den Reformen und der Gesetzgebung während des Konsulats und des Ersten Kaiserreichs. Er verstarb am 1. Dezember 1810 in Paris.

## Bibliographie
- 1789 – Opinion de M. Treilhard, sur le rapport du Comite des finances, du 18 decembre 1789, au sujet de la Caisse d'escompte ; et motion sur l'alienation de quelques portions de possessions, dites ecclesiastiques, & sur l'administration de toutes. A Paris: Chez Baudouin
- 1789 – Opinion de M. Treilhard, sur la propriété des possessions du clergé. A Paris: Chez Baudouin
- 1789 – Résumé de l'opinion de M. Treilhard sur le droit de sanction. A Versailles: Chez Baudouin
- 1790 – Opinion de m. Treilhard sur le rapport du Comité ecclésiastique concernant l'organisation du clergé.  Paris: Chez Baudouin Imprimeur de l'assemblee
- 1790 – Lettre de M. Treilhard aux auteurs de la feuille qui a pour titre, l'Ami du roi, des François, de l'ordre & sur-tout de la vérité. A Paris: De l'Imprimerie nationale
- 1792 – Jean-Baptiste Treilhard aux membres du tribunal criminel du 17 août. Paris: De l'imprimerie de Cl. Simon
- 1793 – Récit exact de la conduite tenue à l'égard des membres de la Convention nationale délégués dans le département de la Gironde, par les membres des autorités constituées, se disant réunis en Commission populaire de salut public, à Bordeaux. Paris: De l'Imprimerie nationale
- 1796 – Opinion prononcée par Treilhard sur la question intentionnelle. Séance du 4 vendémiaire, an 5. Paris: De l'Imprimerie nationale
- 1796 – Opinion de Treilhard sur le rapport de la loi du 3 brumaire. Séance du premier brumaire, an V. A Paris: De l'Imprimerie nationale
- 1796 – Projets de résolutions présentés au Conseil des cinq-cents par Treilhard. Sénace du 15 prairial de l'an IV. A Paris: De l'Imprimerie nationale
- 1796 – Second discours sur la question intentionnelle. A Paris: De l'Imprimerie nationale